# 莊冋生
莊冋生（1627年—1679年），字玉驄，號澹庵。江南武進縣（今屬江苏常州市）人。清朝官員、詩人。
莊冋生為順治四年（1648年）丁亥科三甲進士，選庶吉士，散館授檢討。官至右庶子兼侍读。工诗文书画。有《澹庵集》、《漆园印型》。